# هيرتا هيرتسوغ
هيرتا هيرتسوغ (بالألمانية: Herta Herzog)‏ هي عالمة اجتماعية نمساوية، ولدت في 14 أغسطس 1910 في فيينا في النمسا، وتوفيت في 25 فبراير 2010 في Leutasch ‏ في النمسا.